# Barry Goldwater
Barry Morris Goldwater (Phoenix, Arizona, 1 de gener de 1909 - Paradise Valley, Arizona, 29 de maig de 1998), va ser un polític nord-americà, senador per Arizona de 1953 a 1965 i de 1969 a 1987 i candidat republicà a president dels Estats Units el 1964, quan va perdre davant del demòcrata Lyndon B. Johnson per un ampli marge. Va ser un impulsor del moviment conservador dins del Partit Republicà que va culminar en les polítiques de Ronald Reagan el 1980.